# Konrad Straszewski

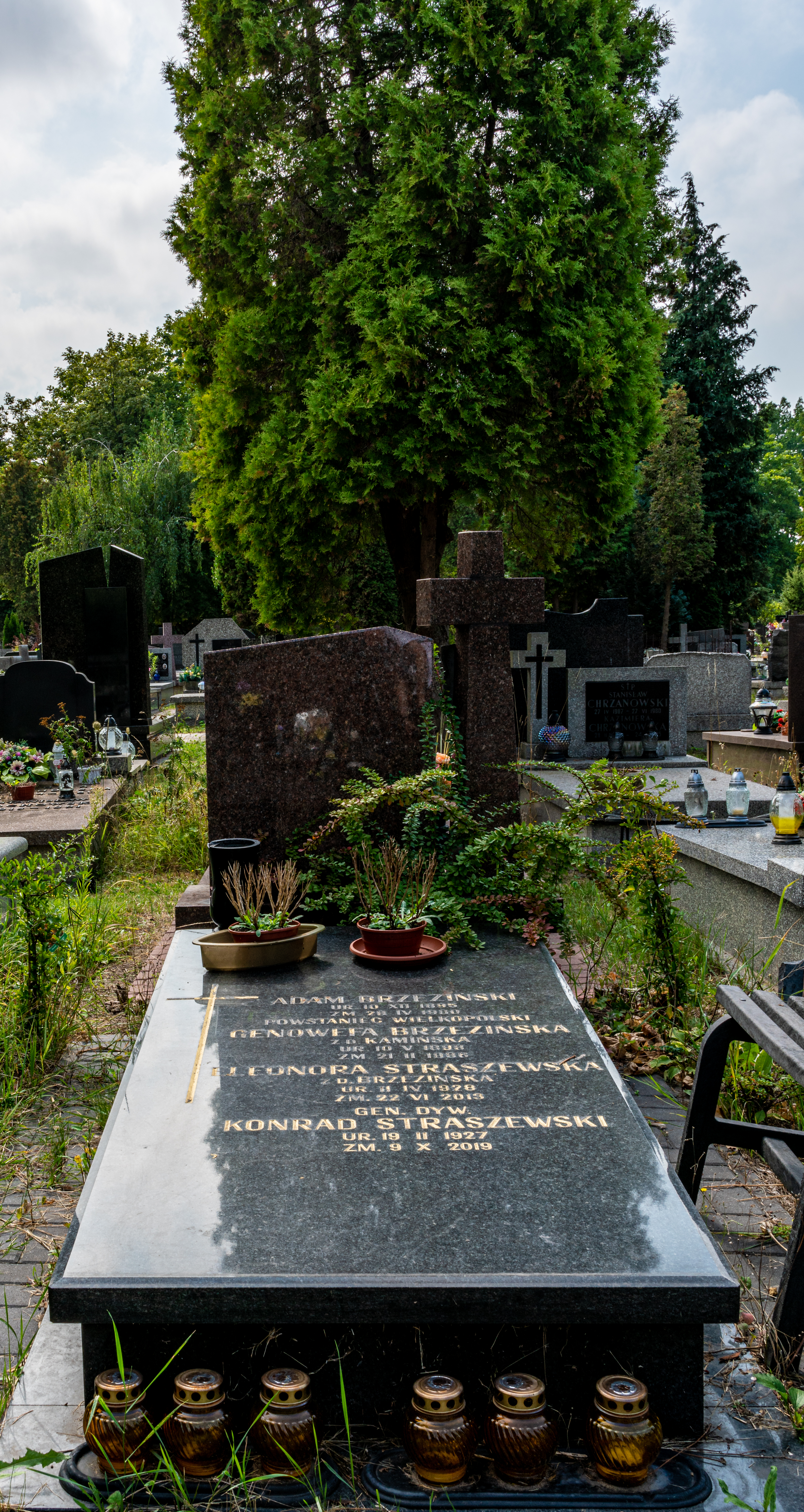
Grób Konrada Straszewskiego na cmentarzu Komunalnym Północnym w Warszawie

Konrad Marcin Straszewski (ur. 19 lutego 1927 w Czerniejewie, zm. 9 października 2019 w Warszawie) – funkcjonariusz Służby Bezpieczeństwa, szef Służby Zabezpieczenia Operacyjnego MSW, podsekretarz stanu w MSW, generał dywizji MO.

## Życiorys
Syn Marcina i Zofii. Absolwent Państwowego Liceum Pedagogicznego Towarzystwa Przyjaciół Dzieci w Poznaniu, gdzie złożył egzamin dojrzałości 24 maja 1949 r. Absolwent Wydziału Prawa Uniwersytetu Warszawskiego, gdzie 3 marca 1966 r. obronił pracę magisterską nt.: Sytuacja prawna wyższych uczelni katolickich i seminariów duchownych w Polsce.
W latach 1949–1952 kierownik pedagogiczny Prewentorium TPD w Jeziorach pow. Poznań. Zatrudniony w aparacie bezpieczeństwa od sierpnia 1952 r. jako referant Sekcji 1 Wydziału V Departamentu V Ministerstwa Bezpieczeństwa Publicznego; od 1 lutego 1954 r. kierownik Sekcji 3 Wydziału I Departamentu XI MBP, następnie w Wydziale II Departamentu VI Komitetu ds. Bezpieczeństwa Publicznego; od listopada 1956 r. w Departamencie III MSW; od 1 stycznia 1958 r. zastępca naczelnika Wydziału V Departamentu III MSW; od 15 czerwca 1962 r. starszy inspektor w kierownictwie Departamentu IV MSW; od 15 czerwca 1964 r. naczelnik Wydziału I Departamentu IV MSW; w listopadzie 1965 r. delegowany służbowo do Włoch pod przykryciem inspektora Departamentu Konsularnego MSZ, w latach 1969–1970 członek Zespołu do opracowania instrukcji w zakresie informacji i prac analityczno-badawczych w resorcie spraw wewnętrznych; w 1970 r. delegowany służbowo do CSRS i Bułgarii; od 1 czerwca 1974 r. wicedyrektor Departamentu IV MSW; od 1 grudnia 1974 r. dyrektor Departamentu IV MSW; w listopadzie 1975 r. delegowany służbowo do ZSRR, w maju 1977 r. delegowany służbowo do Bułgarii, w czerwcu 1978 r. delegowany służbowo do NRD, w październiku 1979 r. delegowany służbowo do ZSRR, w kwietniu 1980 r. delegowany służbowo do ZSRR; w latach 1981–1983 szef Służby Zabezpieczenia Operacyjnego resortu w randze dyrektora generalnego MSW, od 18 lutego 1983 r. podsekretarz stanu w MSW. Z dniem 5 kwietnia 1986 r. zwolniony ze służby w MSW.
Od 1988 był wiceprezesem polsko-niemieckiej spółki „Gromada-Tourist”.

## Odznaczenia
- Złoty Krzyż Zasługi – 12 lipca 1958
- Odznaka „10 Lat w Służbie Narodu” – 15 czerwca 1963
- Srebrny Medal „Za zasługi dla obronności kraju” – 4 października 1969
- Odznaka „20 Lat w Służbie Narodu” – 25 września 1973
- Medal 30-lecia Polski Ludowej – 22 lipca 1974
- Krzyż Komandorski Orderu Odrodzenia Polski – 25 września 1974
- Srebrna Odznaka „Za zasługi w ochronie porządku publicznego” – 1 października 1975
- Order Sztandaru Pracy I klasy – 3 października 1979
- Złota Odznaka „W Służbie Narodu” – 6 października 1983
- Order Przyjaźni Narodów – 10 listopada 1983
- Medal 40-lecia Polski Ludowej - październik 1984[4]